# Ядерна енергетика Греції
У 1960-х та 1970-х роках у Греції планувалося будівництво АЕС Лавріо, яка до того ж мала ще опріснювати морську воду для постачання Афін, але у 1980-х роках проект було згорнуто без значного прогресу.
Незважаючи на те, що Греція створила Грецьку комісію з атомної енергії (грец. Ελληνική Επιτροπή Ατομικής Ενέργειας, ΕΕΑΕ), було прийнято рішення не впроваджувати ядерно-енергетичну програму для виробництва електроенергії.
У Національному центрі наукових досліджень «Демокріт» є один діючий ядерний дослідницький реактор і одна підкритична збірка.  Країна вважала, що через невеликий розмір і часті землетруси в регіоні з Італією та Туреччиною атомна енергетика не принесе багато переваг.  Раніше Греція дійсно отримувала електроенергію, вироблену на атомній електростанції, з Болгарії. Однак після зупинки двох болгарських реакторів у 2006 році цей імпорт майже не існує.
Із поширенням ажіотажу щодо малих модульних реакторів у 2010-х та 2020-х роках дискусія щодо запровадження використання ядерної енергії в країні пожвавилася.

## Зовнішні посилання
- Greece must be a part of the new nuclear revolution
- Greece should consider nuclear, PM says